# Бад Швартау
Бад Швартау (њем. Bad Schwartau) град је у њемачкој савезној држави Шлезвиг-Холштајн. Једно је од 36 општинских средишта округа Остхолштајн. Према процјени из 2010. у граду је живјело 19.619 становника. Посједује регионалну шифру (AGS) 1055004, NUTS (DEF08) и LOCODE (DE BSU) код.

## Географски и демографски подаци
Бад Швартау се налази у савезној држави Шлезвиг-Холштајн у округу Остхолштајн. Град се налази на надморској висини од 8 метара. Површина општине износи 18,4 km². У самом граду је, према процјени из 2010. године, живјело 19.619 становника. Просјечна густина становништва износи 1.067 становника/km².

## Међународна сарадња
| Мјесто   | Држава | Врста сарадње | Од    |
| -------- | ------ | ------------- | ----- |
| Чаплинек | Пољска | партнерство   | 1993. |
| Извор    |        |               |       |